# عنکبوت‌های خرچنگی

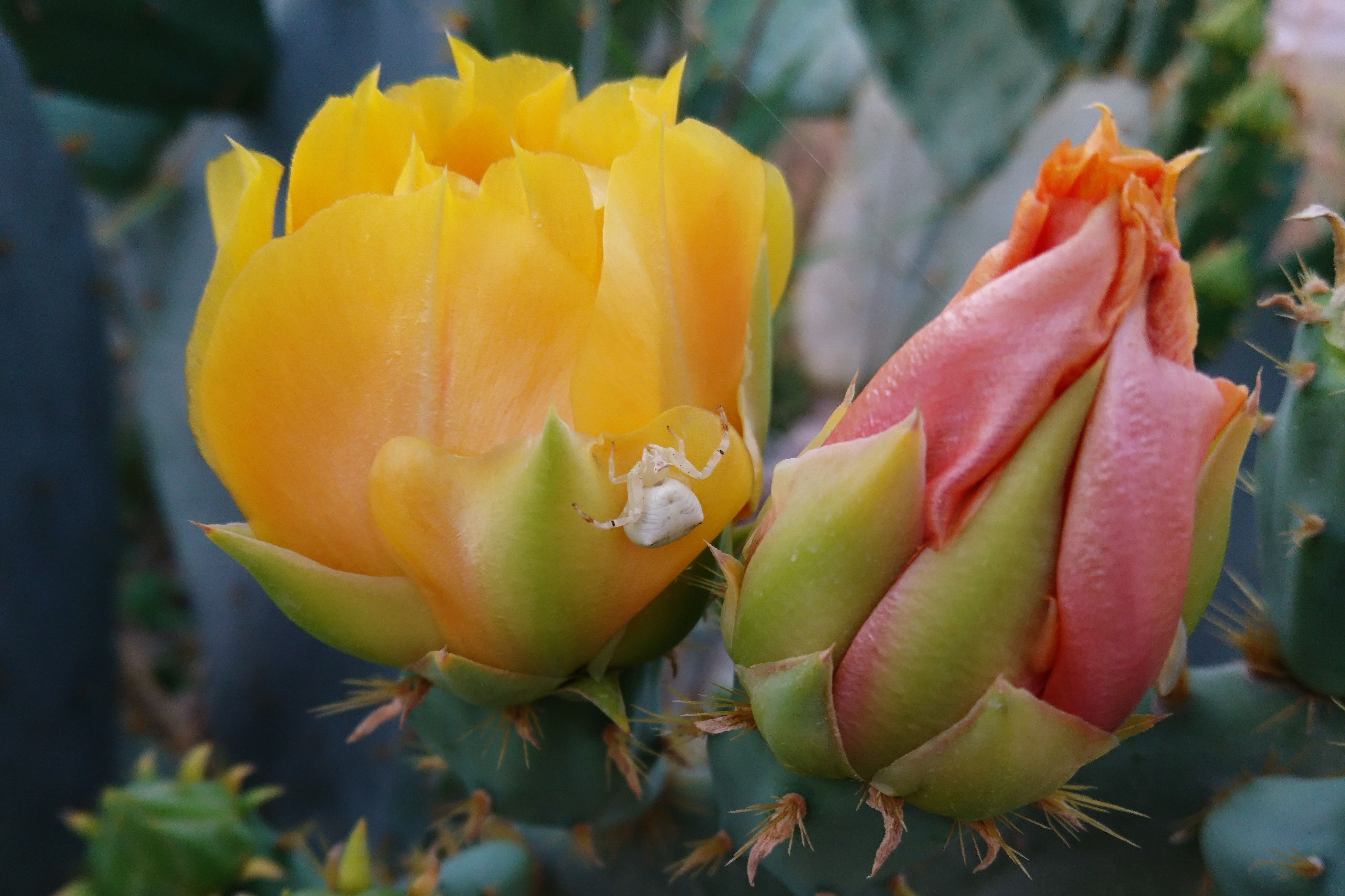
عنکبوت خرچنگی در بهبهان

عنکبوت‌های خرچنگی (Thomisidae) نام خانواده‌ای از عنکبوتها است.
این خانواده ۱۷۰ سرده و بیش از دو هزار گونه را دربر می‌گیرد.